# Monobeloides cuneatus
Monobeloides cuneatus är en insektsart som beskrevs av Ramos 1979. Monobeloides cuneatus ingår i släktet Monobeloides och familjen hornstritar. Inga underarter finns listade i Catalogue of Life.